# 集团部落

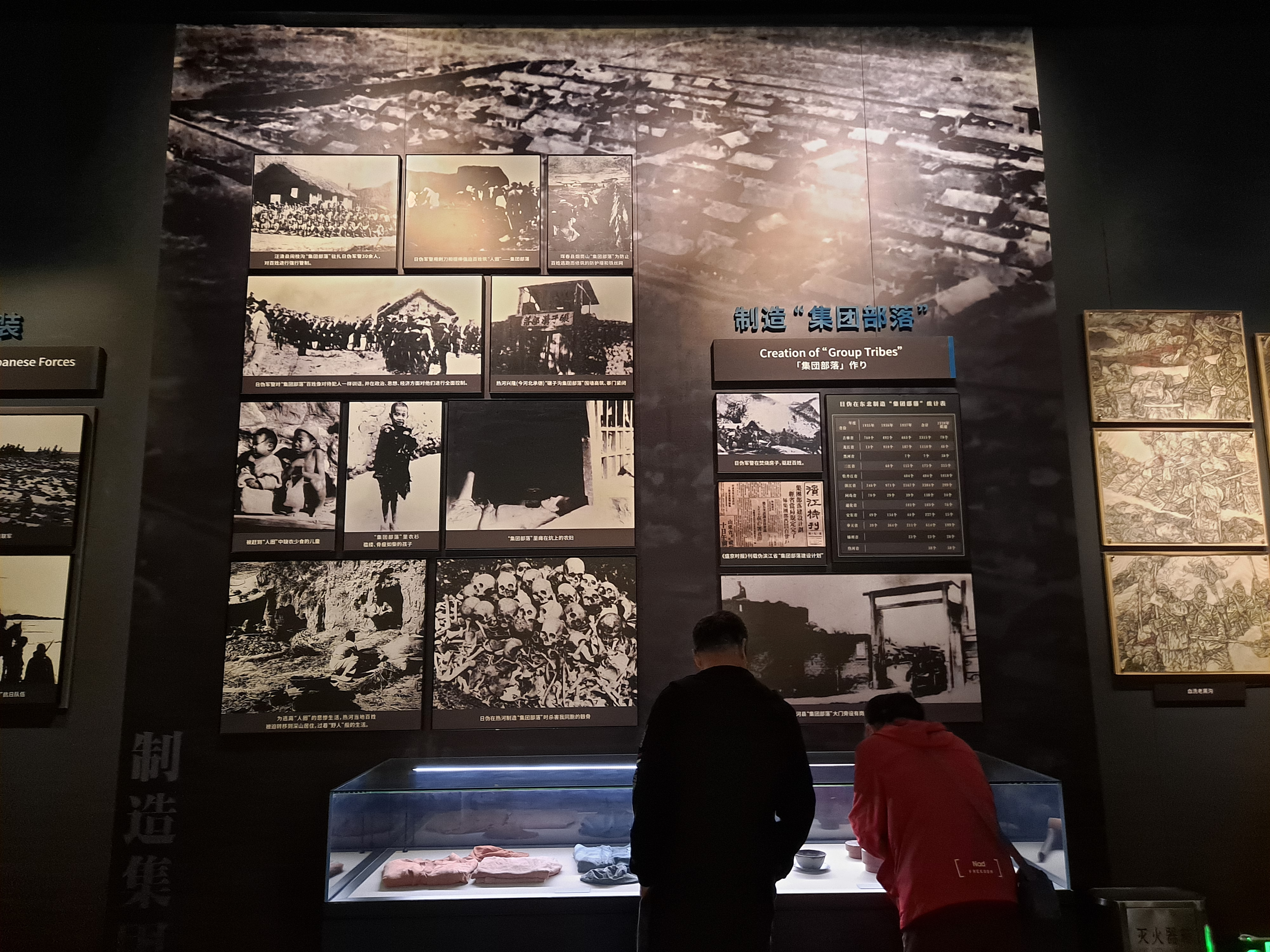
九一八历史博物馆内关于“集团部落”的介绍

集团部落，亦称归屯并户，归大屯，是1930年代至1940年代，日本在占领中国东北地区、华北地区后所实行的一种强迫农民集中在指定地点居住，形成无人区，以达到割断抗日武装队与老百姓联络渠道的一种政策。

## 历史
1933年11月，吉林省磐石县日本参事官前岛升提出在抗日武装活跃地区将民众集中到便于监管的部落，以便“截断匪贼的粮道，切断敌人的情报网，讨伐队即可利用部落为据点展开共同防卫，还可推行农事合作活动，使行政直接渗透到基层”。前岛升的提案得到额穆镇参事蛸井元义、吉林省财务科长盛长次郎的支持。在吉林省警务厅、朝鲜总督府和日本驻间岛省领事馆的协助下，延吉、和龙、珲春首先尝试建立起8个“集团部落”。
1934年12月3日，满洲国民政部发布《关于集团部落建设之件》的第969号令，明令军事讨伐抗日武装的同时，将抗日武装活动地区分为“匪区”和“半匪区”。“匪区”禁止村民居住，全部焚毁。“半匪区”村民需经警察审查后搬到指定“集团部落”居住。对于不肯搬移的村民，实行杀光、抢光、烧光的“三光政策”。“集团部落”首先在间岛省开始实施，后扩大到整个东北地区。1936年至1938年，东北地区分别建成3261、4922、3210个“集团部落”。1939年，“集团部落”数量累计达到13451处。1941年12月，东北抗日联军转移到苏联境内时，东北地区“集团部落”达到13658个，被监禁的农户达300万户左右。此外，1939年至1945年间，侵华日军在华北地区共建立了2506个“集团部落”，涉及1.7万多个自然村的大约140万人。

## 集团部落的修筑

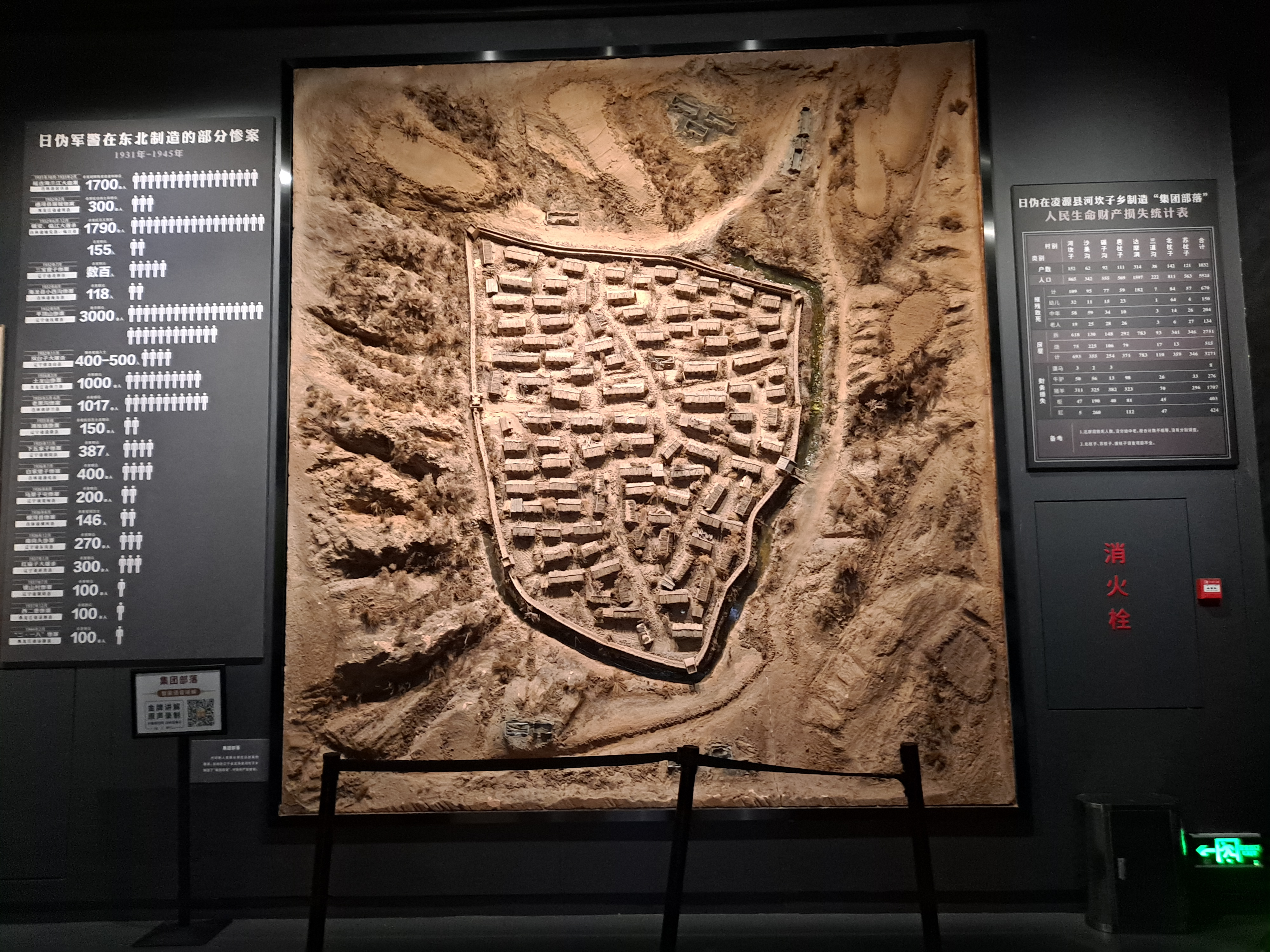
九一八历史博物馆内关于“集团部落”的介绍

“集团部落”依照日本陆军《野战筑城教范》修筑。根据满洲国政府的规定，部落应“避免多角形，原则上以正方形为准，并构筑防卫设施修，建炮台、壕沟、土墙、铁丝网… …炮台数量尽可能多些，根据洋炮的有效射程50米而确定间隔100米为标准… …壕的标准是上宽12尺，底宽3尺，深10尺，壕内设有排水沟。土墙的标准是高10尺，底宽6尺，上宽2.5尺，并与炮台相连接… …原则上仅有一个大门为理想”。每个部落一般容纳50至150户，但也有容纳300户以上的大部落。大批普通民众在被强迫迁入部落时没有住房，需要自己搭建马架子、地窨子之类栖身。

## 抗联的对策
在日军实施“集团部落”政策之初，东北抗日联军采取的是针锋相对的斗争。1934年，《中共满洲省委关于目前党的任务的指示》提出通过武装斗争、政治宣传和在集团部落秘密成立党群组织等形式开展反对“集团部落”的斗争。抗联队伍一度将“反对归大屯”作为中心任务，在“集团部落”附近开展游击战，并取得了一些成绩。
1935年冬，中共满洲省委遭到破坏后被撤销，中共中央处在长征途中。王明和康生以共产国际的名义插手东北事务，制定了“劝告群众归大屯、进集团部落”，“尽可能地争取村子、甲长、牌长地位”等不合实际的错误政策。在这些消极政策的指导下，东北抗联的反“集团部落”斗争形势在1936年初至1937年初发生了逆转。1937年5月至1942年底，东北抗联开始努力纠正王明和康生的错误政策。但这一时期，大规模的“集团部落”建设都已经结束，抗联队伍已经无力回天。

## 影响
“归屯并户”导致东北地区大量农田荒废，形成广阔的“无人区”，严重破坏了东北地区的农业。由于口粮没有保障，大量农民被活活饿死，还有大量农民因部落内简陋和不卫生的居住条件而冻死、病死。根据敦化县日本参事官荒川秀次的笔供，“以进行经济封锁为目的，把中国人民赶到集团部落，用铁丝网土墙监禁起来……使800户、4000多中国人民拆毁了原来的住房，并令其搬迁，重新建筑… …在狭小的集团部落里，监禁封锁着许多中国人，严重影响了农耕，又因为屋子狭小，容纳的人太多，又无排水设施等，使人民在这不卫生的条件下生活，不少人得了眼病、皮肤病及其他疾病”。
在日军“归屯并户”和军事扫荡的政策下，东北抗日联军逐步丧失民众的支持来源，抗日根据地和游击区不断遭到破坏。中共地下党组织和群众抗日组织也都遭到破坏。抗日武装斗争也随之走向低谷。